# اخترشناسی پرتو ایکس

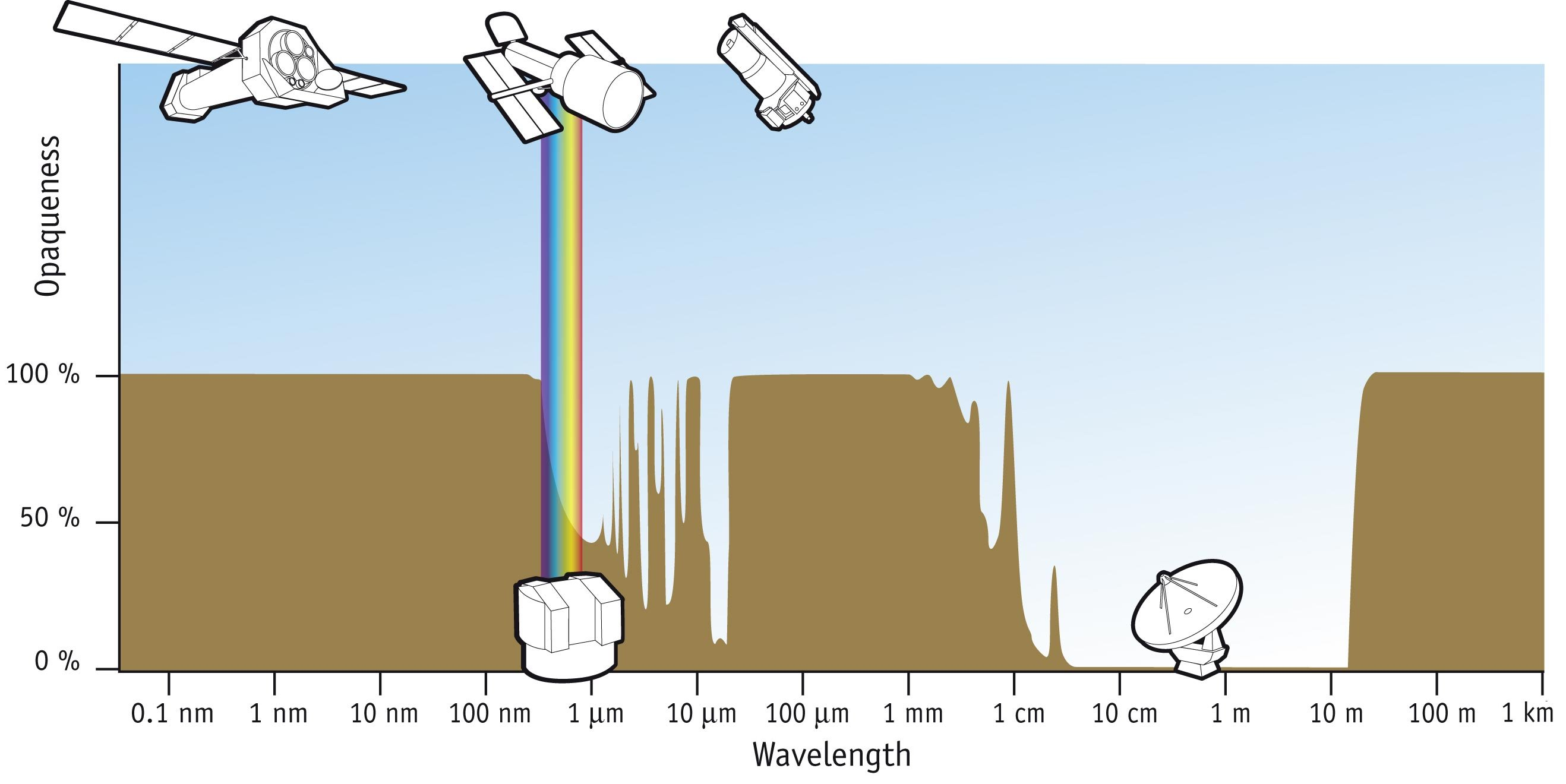
پرتو ایکس از حدود ۰٫۰۰۸ نانومتر آغاز شده و در امتداد طیف الکترومغناطیس تا حدود ۸ نانومتر ادامه می‌یابد که بیش از کدری جو زمین است.

اخترشناسی پرتو ایکس (انگلیسی: X-ray astronomy) زیرشاخه‌ای از اخترشناسی است که به مطالعه، رصد و پایش پرتو ایکس از اجرام آسمانی می‌پردازد. پرتو ایکس توسط جو زمین جذب می‌شود، بنابراین ابزارهای تشخیص این پرتو باید توسط بالون، راکت یا ماهواره در ارتفاعات بالا مستقر شوند. اخترشناسی پرتو ایکس نوعی تلسکوپ فضایی که توانایی دید بیشتری نسبت به تلسکوپ‌های استاندارد جذب نور دارد، مانند رصدخانه مونوکی با تابش پرتو ایکس.

## تاریخچه
در سال ۱۹۲۷، هالبرت از آزمایشگاه تحقیقات نیروی دریایی ایالات متحده و همکارانش گرگوری بریت و مرل تووه از مؤسسه کارنگی واشینگتن احتمال تجهیز موشک‌های رابرت گدارد را برای کشف جو فوقانی بررسی کردند. دو سال بعد، او یک برنامه آزمایشی را پیشنهاد داد که در آن ممکن است یک موشک برای کشف فضای بالایی، از جمله تشخیص اشعه فرابنفش و پرتو X در ارتفاعات، استفاده شود.
در اواخر دهه ۱۹۳۰، وجود یک گاز بسیار گرم و خنک در اطراف خورشید به‌طور غیر مستقیم از خطوط تاجی نوری گونه‌های بسیار یونیزه استنباط شد. در اواسط دهه ۱۹۴۰ مشاهدات رادیویی یک تاج رادیویی را در اطراف خورشید نشان داد.
آغاز جستجوی منابع اشعه ایکس از بالای جو زمین در ۵ اوت ۱۹۴۸ ساعت ۱۲:۰۷ به وقت گرینویچ بود. یک موشک V-2 ارتش ایالات متحده (آلمان سابق) به عنوان بخشی از پروژه هرمس از منطقه ماسه‌های سفید تأیید شد. اولین پرتو ایکس خورشیدی توسط T. Burnight ثبت شد.
طی دهه‌های ۱۹۶۰، ۷۰، ۸۰ و ۹۰، حساسیت ردیاب‌ها در طول ۶۰ سال نجوم پرتو ایکس بسیار افزایش یافت. علاوه بر این، توانایی تمرکز پرتو X با امکان تولید تصاویر با کیفیت بالا از بسیاری از اجرام آسمانی جذاب به میزان بسیار زیادی توسعه یافته‌است.